# Raffaele Righetto
Raffaele Righetto (Chiampo, 25 luglio 1837 – 17 gennaio 1891) è stato un patriota italiano, partecipò alla Spedizione dei Mille.

## Biografia
Nacque a Chiampo il 25 luglio 1837. Figlio di un industriale della zona, studiò in un primo tempo a Vicenza per poi arruolarsi, a ventidue anni, nell'esercito sardo.
Studiò successivamente presso l'università di Pavia, dove l'afflato insurrezionalista era molto forte. Da qui si unì a i Mille di Giuseppe Garibaldi, dimostrando con il tempo tutta la sua energia ed il suo valore (fu insignito anche della medaglia d'argento al valor militare). Fu presente successivamente anche alla campagna del 1867, dove divenne maggiore.
Dopo avere studiato, come si è detto, a Pavia (ma anche a Padova, Palermo e Genova) ottenne la laurea in matematica a Napoli, divenendo poi anche ingegnere.
Esercitò la professione dapprima a Chiampo, poi in Calabria (dove si impegnò per la costruzione di alcune tratte ferroviarie) e infine sotto il Ministero dei lavori pubblici, dove contribuì all'ultimazione della tratta ferroviaria Parma-La Spezia.
Morì il 17 gennaio 1891, mentre ancora lavorava.